# Igor Korneliouk
 (janvier 2025).
Si vous disposez d'ouvrages ou d'articles de référence ou si vous connaissez des sites web de qualité traitant du thème abordé ici, merci de compléter l'article en donnant les références utiles à sa vérifiabilité et en les liant à la section « Notes et références ».
Igor Evguenievich Korneliouk (en russe : И́горь Евге́ньевич Корнелю́к), né le 16 novembre 1962 à Brest, est un chanteur et compositeur russe.

## Biographie
Igor Korneliouk nait à Brest, fils d'Evgeny Korneliouk, un contrôleur de circulation ferroviaire et de son épouse Nina, une ingénieur. En 1978, la famille déménage à Leningrad.
De 1978 à 1982, il étudie à l'école de musique du conservatoire Rimski-Korsakov de Saint-Pétersbourg à la faculté de théorie et de composition. Diplômé avec mention, il entre au conservatoire où il poursuit sa formation de 1982 à 1987.
Avec la chanson de Korneliouk Reconnais Anne Veski devient lauréate du festival de Sopot en 1984.
En 1985, il enregistre son premier disque chez Melodiya.
En 1988, Korneliouk commence sa carrière solo dans l'émission télévisée Musical Ring et atteint pour la première fois la finale du festival Chanson de l'Année.
Il est également connu comme compositeur de musique de films notamment Le Maître et Marguerite (2005), Tarass Boulba (2009), L'Admiratrice (2012).